# Гамалія Степан Михайлович
Гамалія Степан Михайлович (*д/н — 4 листопада 1729) — український державний діяч часів Гетьманщини.

## Життєпис
Походив зі старовинного козацько-шляхетського роду Гамалій. Другий син Михайла Гамалії, генерального осавула, та його першої дружини (Дошлюбне ташлюбне прізвище•прізвище невідоме).
Учасник Північної війни. 26 лютого 1709 року разом з родиною схоплений загоном московського військовика Бориса Шереметєва на переправі через річку Псел. Через заступництво полковника Данила Апостола та гетьмана Івана Скоропадського родину Гамалій було виправдано. Першою відомою посадою став значковий товариш. Отримав у володіння село Івахники. Згодом відомий як значний військовий товариш. 
У 1723 році стає бунчуковим товаришем в лубенському полку. Того ж року брав участь у посольстві від наказного гетьмана Павла Полуботка до російського імператора з проханням обрання нового гетьмана, арештований, проте в 1724 повернувся в Україну. 
В 1724 році складав ревізію Гадяцького полку. У 1725—1726 роках був в Сулацькому поході на Кавказ. У 1727 році після призначення брата Івана генеральним осавулом перейняв від нього уряд лохвицького сотника. Помер у 1729 році.

## Родина
Дружина Тетяна (д/н—після 1729), прізвище не відоме. Діти:
- Василь (д/н—після 1751), бунчуковий товариш в Лубенському полку, потомства не залишив
- Степан, бунчуковий товариш, станом на 1751 р. патенту (на звання) не пред'явив, потомства не залишив
- Тетяна, в шлюбі з Миколою Суковим, лікарем